# Teuthraustes wittii
Espèce
Synonymes
- Heterochactas wittii Kraepelin, 1896

Teuthraustes wittii est une espèce de scorpions de la famille des Chactidae.

## Distribution
Cette espèce est endémique de la province de Loja en Équateur,. Elle se rencontre vers Piscobamba.

## Systématique et taxinomie
Cette espèce a été décrite sous le protonyme Heterochactas wittii par Kraepelin en 1896. Elle est placée dans le genre Teuthraustes par Kraepelin en 1899.

## Étymologie
Cette espèce est nommée en l'honneur d'Ernesto Witt.

## Publication originale
- Kraepelin, 1896 : Neue und weniger bekannte Skorpione. Mittheilungen aus dem Naturhistorischen Museum, Beiheft zum Jahrb. Beiheft zum Jahrbuch der Hamburgischen wissenschaftlichen Anstalten, vol. 13, no 8, p. 119-146 (texte intégral).